# División de Honor femenina de balonmano 2015-16

La temporada 2015-16 de la Liga Loterías de Balonmano Femenino fue la 59ª edición de la División de Honor femenina de balonmano, la competición de Liga más importante para clubes femeninos de balonmano de España. Comenzó el 5 de septiembre de 2015 y finalizó el 28 de mayo de 2016.
La Real Federación Española de Balonmano fue la encargada de organizar la competición. El Balonmano Bera Bera fue el equipo que se proclamó campeón, asegurándose el título ganando en la última jornada al Helvetia BM Alcobendas.

## Equipos
| Comunidad Autónoma   | N. | Equipos                                                 |
| -------------------- | -- | ------------------------------------------------------- |
| País Vasco           | 3  | Balonmano Bera Bera, Prosetecnisa Zuazo y Aiala Zarautz |
| Castilla y León      | 2  | Aula Valladolid y Carobels ULE Cleba León BM            |
| Galicia              | 2  | Mecalia Atlético Guardés y BM Porriño                   |
| Comunidad Valenciana | 2  | Handbol Canyamelar Valencia y Elche Mustang             |
| Canarias             | 1  | Rocasa Gran Canaria ACE                                 |
| Comunidad de Madrid  | 1  | Helvetia BM Alcobendas                                  |
| Andalucía            | 1  | Clínicas Rincón Málaga                                  |
| Cataluña             | 1  | KH-7 BM Granollers                                      |
| Asturias             | 1  | Jofemesa Oviedo                                         |

### Ascensos y descensos
Un total de 14 equipos disputaron el campeonato: los 12 primeros clasificados de la División de Honor de balonmano femenino 2014-15 y dos equipos de la División de Honor Plata de balonmano femenino 2014-15, tras una fase de ascenso.
| Pos. | Descendidos de División de Honor |
| ---- | -------------------------------- |
| 13°  | Vivelafruta.com Castelldefels    |
| 14°  | Adesal Córdoba                   |

| Pos. | Ascendidos de División de Honor Plata |
| ---- | ------------------------------------- |
| 1º   | Jofemesa Oviedo                       |
| 2º   | Aiala Zarautz                         |

## Clasificación
|  |     | Equipos                     | Pts | PJ | G  | E | P  | GF  | GC  | Dif  |
|  | --- | --------------------------- | --- | -- | -- | - | -- | --- | --- | ---- |
|  | 1.  | Balonmano Bera Bera         | 48  | 26 | 24 | 0 | 2  | 771 | 518 | +253 |
|  | 2.  | Rocasa Gran Canaria ACE     | 48  | 26 | 24 | 0 | 2  | 754 | 590 | +164 |
|  | 3.  | Mecalia Atlético Guardés    | 38  | 26 | 18 | 2 | 6  | 727 | 591 | +136 |
|  | 4.  | Helvetia BM Alcobendas      | 32  | 26 | 16 | 0 | 10 | 655 | 617 | +38  |
|  | 5.  | BM Porriño                  | 30  | 26 | 15 | 0 | 11 | 697 | 680 | +17  |
|  | 6.  | Prosetecnisa Zuazo          | 28  | 26 | 12 | 4 | 10 | 696 | 675 | +21  |
|  | 7.  | Aula Valladolid             | 28  | 26 | 13 | 2 | 11 | 789 | 727 | +72  |
|  | 8.  | Handbol Canyamelar Valencia | 21  | 26 | 9  | 3 | 14 | 656 | 685 | -29  |
|  | 9.  | Clínicas Rincón Málaga      | 21  | 26 | 9  | 3 | 14 | 689 | 708 | -19  |
|  | 10. | Carobels ULE Cleba León BM  | 19  | 26 | 9  | 1 | 16 | 677 | 815 | -138 |
|  | 11. | Elche Mustang               | 18  | 26 | 8  | 2 | 16 | 612 | 696 | -84  |
|  | 12. | KH-7 BM Granollers          | 18  | 26 | 9  | 0 | 17 | 655 | 714 | -59  |
|  | 13. | Jofemesa Oviedo             | 9   | 26 | 4  | 1 | 21 | 582 | 726 | -144 |
|  | 14. | Aiala Zarautz               | 6   | 26 | 3  | 0 | 23 | 568 | 786 | -218 |

|  | Campeón de Liga y clasificación Liga de Campeones |
|  | Clasificación EHF Challenge Cup                   |
|  | Descendido                                        |

## Máximas goleadoras
| Jugadora                  | País                | Goles | Equipo                     |
| ------------------------- | ------------------- | ----- | -------------------------- |
| Raquel Caño               | Bandera de España   | 192   | Carobels ULE Cleba León BM |
| Silvia Arderius           | Bandera de España   | 168   | Aula Valladolid            |
| Laura Steinbach           | Bandera de Alemania | 166   | Prosetecnisa Zuazo         |
| María Luján               | Bandera de España   | 158   | Rocasa Gran Canaria ACE    |
| Soraia Lopes              | Bandera de Portugal | 157   | BM Porriño                 |
| Laura Hernández           | Bandera de España   | 153   | Elche Mustang              |
| Irene Espínola            | Bandera de España   | 152   | Jofemesa Oviedo            |
| Amaia González de Garibay | Bandera de España   | 145   | Aula Valladolid            |
| Naiara Egozkue            | Bandera de España   | 140   | Mecalia Atlético Guardés   |
| Judith Vizuete            | Bandera de España   | 137   | KH-7 BM Granollers         |
| Teresa Francés            | Bandera de España   | 137   | Helvetia BM Alcobendas     |
| Jennifer Gutiérrez        | Bandera de España   | 133   | Clínicas Rincón Málaga     |
| Eli Pinedo                | Bandera de España   | 129   | Balonmano Bera Bera        |
| Haizea Goikoetxea         | Bandera de España   | 125   | Aiala Zarautz              |
| Aida Palicio              | Bandera de España   | 119   | Jofemesa Oviedo            |